# Мокша (Татарстан)
 Мокша  — деревня в Атнинском районе Татарстана. Входит в состав Узюмского сельского поселения.

## География
Находится в северо-западной части Татарстана на расстоянии приблизительно 9 км по прямой на северо-восток от районного центра села Большая Атня.

## История
Известна с 1653 года. В начале XX века действовала мечеть.
В «Списке населённых мест Российской империи», изданном в 1866 году по сведениям 1859 года, населённый пункт упомянут как казённый починок Мокша Казанского уезда Казанской губернии (2-го стана). Располагался по левую сторону большого торгового тракта из города Казань в город Уржум, при речке Ашите, в 70 верстах от уездного и губернского города Казань и в 30 верстах от становой квартиры в городе Арске. В деревне, в 21 дворе проживали 88 человек (44 мужчины и 44 женщины).

## Население
Постоянных жителей было: в 1782 — 29 душ мужского пола, в 1859 году — 75, в 1897 году —139, в 1908 — 173, в 1920 году — 212, в 1926 году — 221, в 1938 году — 205, в 1949 году — 171, в 1958—137, в 1970—107, в 1979 — 73, в 1989 — 59, в 2002 − 67 (татары 99 %), 58 в 2010.